# Agharta (manga)
Agharta (アガルタ?, Agaruta) è un manga scritto e disegnato da Takaharu Matsumoto. Pubblicato in Giappone dalla Shūeisha sulla rivista Ultra Jump, la serie si è interrotta nel 2006 con il nono volume. In Italia il manga è stato pubblicato dalla Star Comics, che ha pubblicato l'intera serie fino al 2008.

## Trama
Il manga è ambientato in un ipotetico futuro non precisato, nel quale a seguito di un cataclisma la Terra si è trasformata in un'immensa distesa desertica nella quale l'acqua è diventata un bene molto prezioso. La storia ruota attorno a Juju, un ragazzino che si unisce ad una delle bande che si contendono il territorio in una delle città, e Rael, una ragazza che sembra racchiudere dentro di sé il segreto per salvare l'umanità dalla catastrofe.

## Pubblicazione
Il manga, scritto e disegnato da Takaharu Matsumoto, è stato serializzato dal febbraio 1997 al dicembre 2008 sulla rivista Ultra Jump edita da Shūeisha dove ha finito per interrompersi a tempo indeterminato. A fine maggio 2013 venne annunciato che Shūeisha avrebbe pubblicato il 19 luglio successivo un volume unico conclusivo intitolato Agharta - Arc Final, il quale però risulta inedito.  Dopo diversi anni di pausa, a settembre 2016 Agharta è stato pubblicato dall'editore Wani Books e l'autore ha portato così a termine l'opera il 22 marzo 2017. I capitoli sono stati raccolti in undici volumi tankōbon pubblicati dal 22 aprile 1998 all'aprile 2017.
In Italia la serie è stata pubblicata da Star Comics nella collana Point Break dal febbraio 2002 all'8 gennaio 2008, interrompendosi al nono volume.

### Volumi
| Nº | Data di prima pubblicazione | Data di prima pubblicazione | Data di prima pubblicazione |
| Nº | Giapponese                  | Giapponese                  | Italiano                    |
| -- | --------------------------- | --------------------------- | --------------------------- |
| 1  | 22 aprile 1998              | ISBN 4-08-875645-2          | febbraio 2002               |
| 2  | 24 marzo 1999               | ISBN 4-08-875772-6          | marzo 2002                  |
| 3  | 24 agosto 1999              | ISBN 4-08-875822-6          | aprile 2002                 |
| 4  | 23 febbraio 2000            | ISBN 4-08-875887-0          | maggio 2002                 |
| 5  | febbraio 2001               | ISBN 4-08-876098-0          | giugno 2002                 |
| 6  | agosto 2001                 | ISBN 4-08-876198-7          | luglio 2002                 |
| 7  | aprile 2002                 | ISBN 4-08-876574-5          | 9 dicembre 2004             |
| 8  | settembre 2005              | ISBN 4-08-876863-9          | 11 settembre 2006           |
| 9  | aprile 2007                 | ISBN 978-4-08-877227-1      | 8 gennaio 2008              |
| 10 | aprile 2017                 | ISBN 978-4-8470-3992-8      | —                           |
| 11 | aprile 2017                 | ISBN 978-4-8470-3993-5      | —                           |